# Модени (Империја)
Модени је насеље у Италији у округу Империја, региону Лигурија.
Према процени из 2011. у насељу је живело 48 становника. Насеље се налази на надморској висини од 341 м.